# Tropischer Sturm Hermine (2010)
Das Tropischer Sturm Hermine war ein kurzlebiger, aber vernichtender tropischer Wirbelsturm, der in Guatemala mindestens 54 Personen tötete. Das Tiefdruckgebiet entwickelte sich am 3. September 2010 rasch aus einem Tiefdruckgebiet, das in einen Trog eingebettet war. Es verstärkte sich schnell, als es sich der südöstlichen Küstenlinie Mexikos annäherte. Das System erreicht beinahe den Status eines tropischen Sturmes, zog dann jedoch bei Salina Cruz über Land. Über Land schwächte sich das Tiefdruckgebiet am 4. September innerhalb weniger Stunden zu einem Resttief ab; dieses Resttief hat wohl später eine Rolle bei der Entwicklung des Tropischen Sturms Hermine im Golf von Mexiko gespielt.
In Guatemala führte das Tiefdruckgebiet zu Starkregen, der eine Reihe von tödlichen Erdrutschen am Inter-American Highway auslöste. Mindestens 50 Personen wurden durch diese Erdrutsche getötet, vier weitere starben bei einem separaten Zwischenfall in Quetzaltenango. Aus Mexiko wurden schwere Überschwemmungen gemeldet, doch keine Toten.

## Sturmverlauf

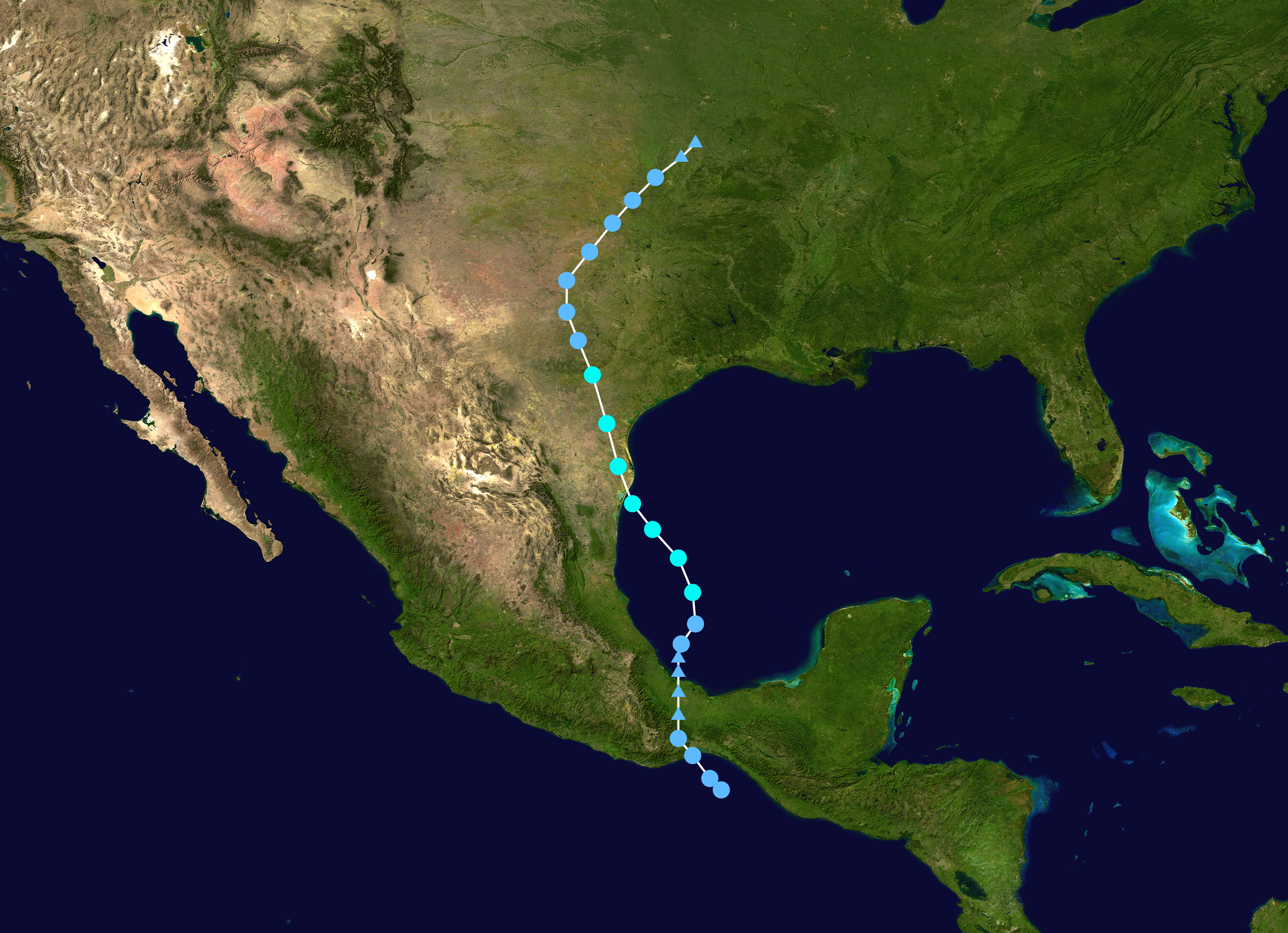
Tropischer Sturm Hermine

Das Tropische Tiefdruckgebiet Elf-E wurde vom National Hurricane Center (NHC) erstmals am 2. September 2010 als ein Tiefdruckgebiet über dem Golf von Tehuantepec identifiziert. Da es in eine Monsunströmung eingebettet war, ging man zunächst nicht von der Bildung eines tropischen Wirbelsturmes aus, doch ein Ausbruch von atmosphärischer Konvektion über dem Tiefdruckgebiet gab Anlass zur Beobachtung. Sehr günstige Umgebungsbedingungen wie geringe Windscherung und eine warme Wasseroberfläche führten dazu, dass das System ein kleines Gebiet mit Schauer- und Gewittertätigkeit unterhalten konnte, das bis zu 110 km von seinem Zentrum reichte. Trotz dieser Bedingungen setzte das NHC die Beobachtung des Systems in der Frühe des 3. September zunächst nicht mehr fort; das System organisierte sich jedoch besser und die Chance, dass es sich innerhalb von 48 Stunden zu einem tropischen Tiefdruckgebiet entwickeln könnte, wurde einige Stunden später auf „medium“ hochgesetzt. Innerhalb weniger Stunden intensivierte sich das System dann zum elften tropischen Tiefdruckgebiet der pazifischen Hurrikansaison 2010. Zu diesem Zeitpunkt lag sein Zentrum rund 155 km südöstlich von Salina Cruz, Mexiko. Immer noch in dem Monsuntrog eingebettet zog das System langsam nach Nordwesten. Da das System klein war, bildete das Tiefdruckgebiet ein gut definiertes Zentrum, um das konvektive Regenbänder zirkulierten, was auf eine weitere Intensivierung vor Erreichen der Küste schließen ließ.
In den Morgenstunden des 4. September entwickelte sich das System weiter. Bevor es über die Küste zog, zeigten Wetterradar-Aufnahmen aus Mexiko ein gut definiertes Zentrum mit einem Auge, was darauf schließen lässt, dass sich das Tiefdruckgebiet womöglich zu einem tropischen Sturm intensiviert hatte. Zwischen 6:00 und 7:00 Uhr UTC überquerte das Zentrum des Tropischen Tiefdruckgebietes Elf-E die mexikanische Küste bei Salina Cruz mit andauernden einminütigen Windgeschwindigkeiten von 55 km/h. Zu diesem Zeitpunkt erreichte das Tiefdruckgebiet einen minimalen zentralen Luftdruck von 1005 hPa. Innerhalb weniger Stunden nach dem Landfall degenerierte das System zu einem Resttief, das den größten Teil seiner Konvektion verloren hat. Die Vorhersagemodelle der tropischen Aktivität deuteten jedoch die Möglichkeit an, dass sich im südwestlichen Golf von Mexiko ein neuer tropischer Wirbelsturm bilden könne. Diese Prognose erfüllte sich später mit der Bildung des Tropischen Sturms Hermine am 6. September in der südwestlichen Campechebai. Es gibt allerdings Ungewissheit, inwieweit das Tropische Tiefdruckgebiet Elf-E tatsächlich eine Rolle bei der Bildung von Hermine gespielt hat.

## Vorbereitungen, Auswirkungen und Folgen
Bei der Klassifizierung des Systems als tropisches Tiefdruckgebiet gab die Regierung Mexikos Sturmvorwarnungen für die Küste von Boca De Pijijiapan westwärts nach Puerto Ángel aus. Diese Warnungen wurden nicht fortgeführt, nachdem das Tiefdruckgebiet über Land gezogen war. Schwere Niederschläge wurden aus dem Südosten Mexikos gemeldet, und mehrere Flüsse in Oaxaca – darunter Río Ostuta und Río Tehuantepec – traten über die Ufer, sodass roter (hoher) Hochwasseralarm ausgelöst wurde. Von den Auswirkungen des Sturmes und den Überschwemmungen waren Tausende betroffen. Insgesamt waren von den Auswirkungen des Tiefdruckgebietes in Mexiko rund 50.000 Personen betroffen.
Guatemala lag zwar nicht direkt in der Zugbahn des tropischen Tiefdruckgebietes, bekam aber die Auswirkungen am stärksten zu spüren. Mehrere Tage Starkregen, die das Tiefdruckgebiet mit sich führte, erzeugten im Land mehrere Erdrutsche und veranlassten Präsident Álvaro Colom den Notstand auszurufen. Entlang der Strecke des Inter-American Highway wurden zwölf Personen in einem Bus getötet, der von einem Erdrutsch verschüttet wurde. Hunderte von Rettungskräften kamen an den Unglücksort, um möglichst viele Menschen zu retten, doch ein zweiter Erdrutsch ging im selben Gebiet ab und verschüttete viele der Helfer. Nach Presseberichten starben hier 50 Menschen und von mehr als 100 weiteren wird angenommen, dass sie ebenfalls tot sind. Behördenangaben zufolge ereigneten sich in Guatemala insgesamt mehr als 30 Erdrutsche. Einer davon zerstörte ein Haus in Quetzaltenango, wobei die vier Bewohner ums Leben kamen. Präsident Colom hat im Gedenken an die Opfer für den 6. September Staatstrauer angeordnet.

## Belege
1. ↑  Wally Barnes: Tropical Storm HERMINE Advisory Archive. National Hurricane Center, 2. September 2010, abgerufen am 7. September 2010 (englisch).
2. ↑  Wally Barnes: Tropical Storm HERMINE Advisory Archive. National Hurricane Center, 2. September 2010, abgerufen am 7. September 2010 (englisch).
3. ↑  Dan Mundell: Tropical Storm HERMINE Advisory Archive. National Hurricane Center, 3. September 2010, abgerufen am 6. September 2010 (englisch).
4. ↑  Michael Formosa: Tropical Storm HERMINE Advisory Archive. National Hurricane Center, 3. September 2010, abgerufen am 7. September 2010 (englisch).
5. 1 2  Robbie Berg and Michael Brennan: Tropical Depression Eleven-E Public Advisory One. National Hurricane Center, 3. September 2010, abgerufen am 7. September 2010 (englisch).
6. ↑  Robbie Berg und Michael Brennan: Tropical Depression Eleven-E Discussion One. National Hurricane Center, 3. September 2010, abgerufen am 7. September 2010 (englisch).
7. ↑  Todd L. Kimberlain: Tropical Depression Eleven-E Discussion Three. National Hurricane Center, 4. September 2010, abgerufen am 7. September 2010 (englisch).
8. ↑  Todd L. Kimberlain: Tropical Depression Eleven-E Public Advisory Three. National Hurricane Center, 4. September 2010, abgerufen am 6. September 2010 (englisch).
9. 1 2  Jack L. Beven: Tropical Depression Eleven-E Discussion Four (Final). National Hurricane Center, 4. September 2010, abgerufen am 7. September 2010 (englisch).
10. ↑  Daniel Brown und Robbie Berg: Tropical Storm Hermine Public Advisory Two. National Hurricane Center, 6. September 2010, abgerufen am 6. September 2010 (englisch).
11. ↑  Tropical Depression Eleven-E forms southeast of Salina Cruz, Mexico. Channel 6, 4. September 2010, archiviert vom Original am 23. Juli 2011; abgerufen am 7. September 2010 (englisch).
12. ↑  Todd L. Kimberlain: Tropical Depression Eleven-E Public Advisory Three-A. National Hurricane Center, 4. September 2010, abgerufen am 7. September 2010 (englisch).
13. ↑   Depresión tropical 11-E provoca desborde de ríos en Oaxaca (Memento des Originals vom 7. September 2010 im Internet Archive), 3. September 2010. Abgerufen am 7. September 2010 (spanisch).
14. ↑  Tropical Depression 11-E makes landfall in southern Mexico. newKerala.com, abgerufen am 7. September 2010 (englisch).
15. ↑  Depression killed 38. 4. September 2010, abgerufen am 7. September 2010 (englisch).
16. ↑  Luis Ángel Sas:  Death toll rises to 45 in Guatemala mudslides, sandiegouniontribune.com, 6. September 2010. Abgerufen am 28. Juli 2023 (spanisch).
17. ↑   Al menos 54 muertos tras deslizamientos de tierra en Guatemala (Memento des Originals vom 13. Juli 2012 im Webarchiv archive.today), CNTN, 6. September 2010. Abgerufen am 7. September 2010 (spanisch).
18. 1 2  Guatemala declares day of mourning. Al Jazeera, 6. September 2010, abgerufen am 7. September 2010 (englisch).